# Ussuryjsk 1
Ussuryjsk 1 (ros: Уссурийск-I) – stacja kolejowa w Ussuryjsku, w Kraju Nadmorskim, w Rosji. Znajduje się na trasie Kolei Transsyberyjskiej. Odcinek Nadieżdinskaja - Ussuryjsk został zelektryfikowany w 1963 roku, a odcinek Ussuryjsk - Sibircewo - w 2000 roku. Stacja obsługuje ołączenia podmiejskie do Władywostoku. Znajduje się tu oprócz budynku dworca, lokomotywownia, stacja napraw, oraz przechowalnia bagażu.